# قلعة روهان

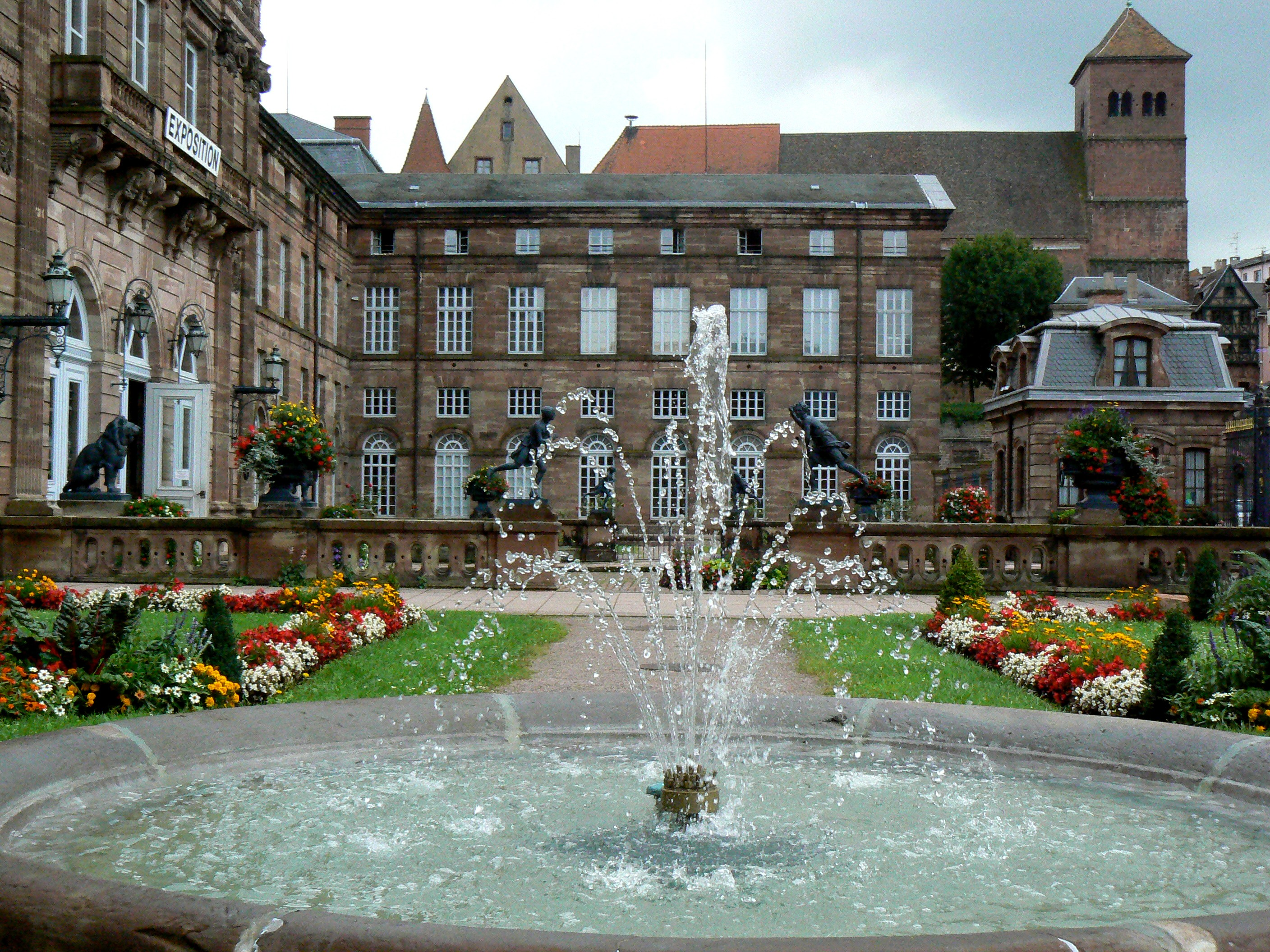
قلعة روهان.

قلعة روهان (بالفرنسيّة: Château des Rohan؛ بالألمانيّة: Rohan-Schloss) المعروف أيضا باسم شاتو نيوف، هو قصر كلاسيكي حديث يعود بنائه إلى القرن الثامن عشر في مدينة سافيرن في الألزاس في فرنسا. وكانت واحدة من مساكن أساقفة ستراسبورغ، وأمراء-أساقفة ستراسبورغ، حيث كانت المنطقة إمارة كنسيّة وجزء من الإمبراطورية الرومانية المقدسة من القرن الثالث عشر حتى 1803. كانت القلعة المقر السابق لأمراء الأساقفة والكرادلة من آل روهان.
شيد المبنى بين 1780 و1790 من قبل المهندس المعماري الفرنسي نيكولا ساليناس دي مونتفورت في موقع مبنى سابق، الذي تم بناؤه في 1670 وأحرق في 1779. وقد تم تكليف المهندس المعماري لبناء القلعة جديدة لتصبح مقر الأمير الأسقف لويس رينيه لمدينة ستراسبورغ. وبحلول وقت اندلاع الثورة الفرنسية، عندما ألغي نظام حكم رجل دين، فقد المبنى كلاً من المالك ووظيفته.